# Staś i Nel: Zaginiony klejnot Indii
Staś i Nel: Zaginiony klejnot Indii – powieść dla młodzieży napisana przez Leszka Talko, wydana przez wydawnictwo Znak w 2014. Książka nawiązuje do przygód Stasia Tarkowskiego i Nel Rawlison znanych z powieści W pustyni i w puszczy. Akcja toczy się w Indiach, dwa lata po wydarzeniach znanych z powieści Henryka Sienkiewicza z 1911 roku.

## Historia
Talko w wywiadzie dla Programu III Polskiego Radia powiedział, że w młodości był dużym fanem powieści Sienkiewicza, i jej kontynuację napisał z przyjemnością, mając na celu sprawienie młodym czytelnikom takiej samej radości, jakiej on sam doświadczył, czytając oryginał w młodości.

## Opis fabuły
Akcja toczy się w Indiach, dwa lata po wydarzeniach znanych z powieści Henryka Sienkiewicza z 1911 roku (czyli porwaniu dzieci w Afryce). Chłopiec czeka na Nel, lecz ona w nieznanych okolicznościach znika. Wraz z nim, jego znajomi Mungo Jones i Malka poszukują dziewczynki. Wplątują się w niebezpieczną aferę szpiegowską, z tajemniczym klejnotem i hinduską magią w tle.

### Bohaterowie
Bohaterowie główni:
- Stanisław Tarkowski – „Stach”, szesnastolatek, który próbuje wraz z przyjaciółmi uratować Nel[2]
- Nelly Rawlison – dziesięcioletnia Angielka, która zostaje porwana[2]

Bohaterowie drugoplanowi:
- Mungo Jones – szkolny kolega Stacha[2]
- Malka[2]
- Tiki[2]

## Analiza i odbiór
Katarzyna Korwin-Mikke oceniła „osadzenie fabuły w realiach kraju podległego imperialnej dominacji bez jednoczesnego powielania narracji kolonizatorów” i krytykę kolonializmu, poprzez poruszenie wątków takich jak „okrucieństwo kolonizatorów”. Badaczka zwróciła też uwagę, że powieść dalej wpisuje się w wątek pozytywnego przedstawiania „bohatera walczącego o niepodległość”, popularnego w polskiej literaturze szkolnej (tutaj, w kontekście „porównanie dziejów Indii do losów Rzeczpospolitej”). Podobnie pozytywnie oceniła postacie drugoplanowe, zwłaszcza Hindusów, którzy nie są już tylko „komicznymi, rasistowskimi stereotypami” „szlachetnego dzikusa”, ale pełnoprawnymi uczestnikami przygód.
Olga Wróbel uznała książkę za „poprawną politycznie i zgrabnie skonstruowaną”. Doceniła w niej krytykę brytyjskiego kolonializmu, którą wyraża Stach, co jest mocno odmienne od jego postawy z Sienkiewiczowskiego oryginału; aczkolwiek skrytykowała powieść za nadużywanie egzotycznej estetyki, sugerując, że lepiej byłoby umieścić akcję w Europie. Nowe postacie głównych bohaterów, Stacha i Nel, także uznała za znacznie lepsze od Sienkiewiczowskich oryginałów (zwłaszcza Nel, która ewoluuje poza postać płakliwej, pasywnej dziewczynki w opałach); dobrze oceniła też postacie poboczne (np. Malkę). Zwróciła też uwagę na „nie do pomyślenia u Sienkiewicza” postacie złego Polaka (książę Lubomirski) i mniej złej Rosjanki (hrabina Bławatska). W podsumowaniu uznała, że „Talko dość skutecznie miksuje odtrutkę na rasistowsko-eurocentryczne rojenia Sienkiewicza” i, że jest to pozycja bardziej zasługująca na umieszczenie w kanonie lektur szkolnych niż przestarzały już utwór Sienkiewicza, zwłaszcza dla klas młodszych.
Ewelina Rąbkowska zauważyła, że powieść, w porównaniu do oryginału, uwzględnia „nowoczesne prądy, takie jak feminizm, postkolonializm czy animal studies”. Podobnie Maciej Skowera dostrzegł w niej krytykę i rewizję kolonialnych stereotypów.